# فرودگاه دکن شنگریلا
فرودگاه دکن شنگریلا (به انگلیسی: Dêqên Shangri-La Airport) یک فرودگاه همگانی با کد یاتا DIG است . این فرودگاه در کشور چین قرار دارد و در ارتفاع ۳۲۸۰ متری از سطح دریا واقع شده‌است.

## شرکت‌های هواپیمایی و مقصدهای پروازی
| شرکت‌های هواپیمایی                               | مقصدهای پروازی                                                                          |
| ----------------------------------------------- | --------------------------------------------------------------------------------------- |
| هواپیمایی شرقی چین                              | پکن، چنگدو شوانگلیو، کونمینگ چانگشوی، لهاسا گونگار، شانگهای هونگچیائو، شیشوانگبانا گاسا |
| هواپیمایی جنوبی چین اجرا توسط چونگ‌کینگ ایرلاینز | چنگچینگ ییانگبی                                                                         |
| Lucky Air                                       | کونمینگ چانگشوی                                                                         |
| سیچوان ایرلاینز                                 | چنگدو شوانگلیو، شی‌آن شیان‌یانگ، شیشوانگبانا گاسا                                         |